# Minnie Marx

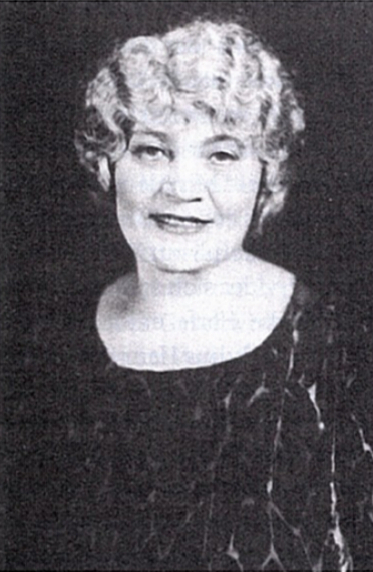
Minnie Marx

Minnie Marx (* 9. November 1865 als Miene Schönberg in Dornum, Ostfriesland, Königreich Hannover; † 15. September 1929 in New York, USA) war die Mutter der Marx Brothers und ihre Managerin.

## Leben
Miene Schönberg war die Tochter von Louis (genannt Lafe) Schönberg, der sich seinen Lebensunterhalt als Bauchredner auf Jahrmärkten verdiente, und Fanny, einer jodelnden Harfenistin. Sie heiratete am 18. Januar 1884 Simon Samuel Marx, der 1861 in Mertzwiller im Elsass geboren wurde, ab 1881 in New York lebte und sich von da an Sam Marx nannte. Sam Marx, der wegen seiner Herkunft meist „Frenchie“ genannt wurde, war zunächst Tanzlehrer, ergriff dann den Beruf des Schneiders, um seine immer größer werdende Familie, wenn auch eher notdürftig, zu ernähren. Das Oberhaupt der Familie, zu der sich zahlreiche Verwandte gesellten, war aber eindeutig Minnie, auch wenn sie eine schlechte Hausfrau und eine noch schlechtere Köchin war. Ihr erster Sohn Manfred (* 1885) starb bereits im Alter von drei Jahren an Tuberkulose. Ihre weiteren Söhne Leonard „Chico“ Marx (1887–1961), Adolph Arthur „Harpo“ Marx (1888–1964), Julius Henry „Groucho“ Marx (1890–1977), Milton „Gummo“ Marx (1892–1977) und Herbert „Zeppo“ Marx (1901–1979) bildeten die später berühmt gewordene Komikergruppe „Marx Brothers“.
Das Bild, das ihre Söhne von ihr zeichneten, fiel sehr unterschiedlich aus. Groucho antwortete (in der für ihn typischen Art) auf die Frage eines Biografen, ob Minnie ihre Söhne unterschiedlich behandelt habe: „Ganz und gar nicht. Sie verachtete uns alle.“ Harpo dagegen sagte, sie „war eine bezaubernde Frau“ und „Minnies Plan war ganz einfach: Sie wollte […] ihre fünf Söhne zu erfolgreichen Bühnenstars machen.“ Der Erfolg ihres Bruders Al Shean, einer der erfolgreichsten Entertainer im US-amerikanischen Theater um 1900, stachelte sie an, ihre Söhne ebenfalls im Unterhaltungsgeschäft unterzubringen, und ohne ihr Erfolgsstreben hätte es die Marx Brothers nie gegeben.
Zwar beherrschte Minnie Marx die Instrumente der Werbung und Öffentlichkeitsarbeit vorzüglich, aber zum Theaterspielen hatte sie selbst kaum Talent. Für sie erfüllte sich der Traum, selbst auf der Bühne zu stehen, erst mit einem Auftritt als bald Fünfzigjährige in einer Teenagerrolle bei den Six Mascots mit Groucho, Gummo, Harpo, Minnies Schwester Hannah und Freddie Hutchins. Die Resonanz war mäßig und so entschloss sie sich dazu, nur noch hinter den Kulissen die Fäden zu ziehen. Minnie Marx betreute von da an mit kurzen Unterbrechungen die Marx Brothers als Managerin und führte diese durch den erfolgreichsten Teil ihrer Karriere am Broadway.
Sie erlebte noch den Wechsel ihrer Söhne zum Tonfilm (The Cocoanuts, 1929), erlag dann aber im Alter von 63 Jahren nach einer Probe der Bühnenversion von Animal Crackers einem Schlaganfall.
Das Musical Minnie’s Boys aus dem Jahr 1970 mit Shelley Winters in der Titelrolle handelt von ihrem Leben und dem Verhältnis zu ihren Söhnen.